# Kostolné Kračany
Kostolné Kračany (maďarsky Egyházkarcsa) jsou obec na Slovensku v okrese Dunajská Streda. První písemná zmínka o obci pochází z roku 1215. Středověký kostel sv. Bartoloměje byl v letech 1819 až 1820 nahrazen stavbou v klasicistním slohu; z původního kostela se zachovala kamenná křtitelnice.

## Části obce
- Kostolné Kračany (maďarsky Egyházkarcsa)
- Pinkové Kračany (maďarsky Pinkekarcsa)
- Šipošovské Kračany (maďarsky Siposkarcsa)
- Amadeho Kračany (maďarsky Amadékarcsa)
- Kyncelové Kračany (maďarsky Göncölkarcsa)
- Moravské Kračany (maďarsky Móroczkarcsa)

Zdroj: Oficiální stránky obce Kostolné Kračany